# Гребо
Гребо (англ. greebo)— молодёжная субкультура 1980-х — начала 1990-х годов, возникшая в Великобритании и обычно ассоциирующаяся с инди-рок-группами Центральной Англии — такими, как Pop Will Eat Itself (песни: «Oh Grebo I Think I Love You», «Grebo Guru»), Carter USM, Gaye Bykers on Acid. В числе «крёстных отцов» гребо упоминались также The Bomb Party из Лестера. В большинстве своём эти группы играли альтернативный рок с элементами панка, хип-хопа, электроники и всевозможных поп-влияний (исключение составляли Zodiac Mindwarp & the Love Reaction и The Levellers, тяготевшие (соответственно) к хеви-метал, и фолк-панку). Основные визуальные атрибуты гребо-стиля — дреды (в сочетании с выбритыми участками головы), мешковатая одежда (с элементами армейского стиля) и шляпы необычных фасонов и форм.
Создателями термина гребо (сокращение от англ. Greasy bastard — жирная сволочь) считаются Pop Will Eat Itself; если верить лидеру группы Клинту Мэнселлу, именно так («…жирная сволочь») обратился к нему некто в кинотеатре, когда попросил подвинуться. Между тем, родственный термин greebo (встречающийся в романах Терри Пратчетта) существует с 60-х годов: так называла себя группировка британских рокеров-мотоциклистов.

## Ведущие гребо-группы
- Pop Will Eat Itself
- Ned’s Atomic Dustbin
- Carter the Unstoppable Sex Machine
- The Wonder Stuff
- Jesus Jones
- Crazyhead
- The Bomb Party
- Scum Pups
- Gaye Bykers on Acid
- Zodiac Mindwarp & the Love Reaction
- The Levellers